# Македонская фондовая биржа
Македонская фондовая биржа (макед. Македонска Берза) — главная фондовая биржа в Северной Македонии. Располагается в столице страны — Скопье.

## История
Биржа была основана в 1995 году. Первые торги прошли в 1996 году.

## Фондовые индексы
- MBI 10 — индекс наиболее ликвидных акций, включённых в листинг биржи
- MBID
- OMB — индекс облигаций